# Carl Gotthard Langhans
Carl Gotthard Langhans (n. 15 decembrie 1732, Kamienna Góra, Voievodatul Silezia Inferioară, Polonia – d. 1 octombrie 1808, Dąbie⁠(d), Regatul Prusiei, Imperiul German) a fost un constructor și arhitect german, pionier al neoclasicismului. Cea mai celebră lucrare a sa este Poarta Brandenburg din Berlin.

Poarta Brandenburg
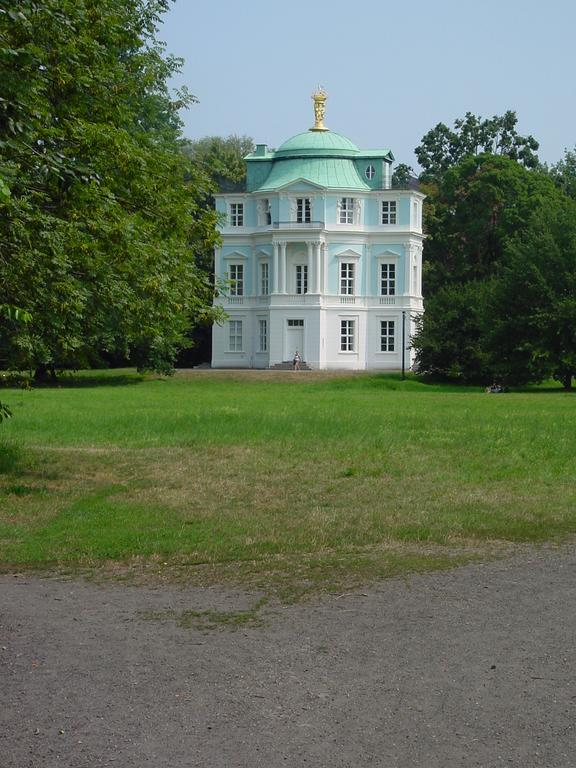
Belvedere Castelul Charlottenburg